# 1-Tetradecanol
1-Tetradecanol, ou comumente álcool miristílico, é um álcool graxo saturado de cadeia linear, com a fórmula molecular C14H30O. É um sólido cristalino branco que é praticamente insolúvel em água, solúvel em éter dietílico e levemente solúvel em etanol.
1-Tetradecanol pode ser preparado pela redução de ácido mirístico ou algum éster de ácido graxo com reagentes tais como o hidreto de alumínio e lítio ou sódio.
Como outros álcoois graxos, 1-tetradecanol é usado como um ingrediente em cosméticos tais como cremes frios pelas suas propriedades emolientes. É também usado como um intermediário na síntese química de outros produtos tais como álcool sulfatado.